# Pantanodon stuhlmanni
Pantanodon stuhlmanni är en fiskart som först beskrevs av Ernst Ahl 1924.
Arten ingår i släktet Pantanodon och familjen Poeciliidae. IUCN kategoriserar arten globalt som otillräckligt studerad. Inga underarter finns listade i Catalogue of Life.